# Loweia orientalis
Loweia orientalis är en fjärilsart som beskrevs av Otto Staudinger 1881. Loweia orientalis ingår i släktet Loweia och familjen juvelvingar. Inga underarter finns listade i Catalogue of Life.